# William Ronald
William Ronald Smith (* 13. August 1926 in Stratford, Ontario; † 9. Februar 1998 in Barrie, Ontario), genannt William Ronald, war ein kanadischer Maler, der vor allem als Mitbegründer der einflussreichen kanadischen Künstlergruppe Painters Eleven im Jahr 1953 und für seine abstrakt-expressionistischen „Central Image“-Bilder bekannt wurde. Er war der ältere Bruder des kanadischen Malers John Meredith (1933–2000).

## Leben
William Ronald studierte Kunst am Ontario College of Art in Toronto. Nach seinem Studium arbeitete er zunächst in der Werbung, wandte sich aber bald der Malerei zu. Anfang der 1950er Jahre ging er nach New York, wo er unter dem Einfluss des amerikanischen Abstrakten Expressionismus arbeitete und mit dem Künstler und Lehrer Hans Hofmann in Kontakt kam. William Ronalds Malstil zeichnet sich durch eine kraftvolle, gestische Technik aus, die von leuchtenden Farben und dynamischen Formen geprägt ist. Werke wie Big Dipper (1952) zeigen seine Fähigkeit, Energie und Emotionen in abstrakten Kompositionen auszudrücken.

## Painters Eleven
Die Gruppe Painters Eleven wurde 1953 von William Ronald und anderen Künstlern, darunter Alexandra Luke, Oscar Cahén und Harold Town, in Toronto gegründet. Ziel der Gruppe war es, den abstrakten Stil in der konservativen kanadischen Kunstszene zu etablieren. Die Mitglieder verband eine lose gemeinsame Vision, die jedoch von individueller Vielfalt geprägt war. Ihre erste Ausstellung, Abstracts at Home, fand 1953 statt und erregte trotz anfänglicher Ablehnung große Aufmerksamkeit. Ronald verließ die Painters Eleven 1957, zog zurück nach New York und begann eine erfolgreiche Karriere als Einzelkünstler. Trotz seines Ausscheidens bleibt sein Einfluss auf die Gruppe und die kanadische Kunstszene unbestritten.
Nach seiner Rückkehr nach Kanada in den 1960er Jahren arbeitete Ronald auch als Fernsehmoderator und Kunstkritiker. William Ronald starb 1998, nachdem er an Herzproblemen und Arthritis gelitten hatte. Dennoch schien er in seinen letzten Lebensjahren viel Freude empfunden zu haben. Eine Beschreibung von ihm lautet „... William Ronalds Frechheit, Wildheit, Offenheit, Vitalität und Lebensfreude sind immer noch da. Vor kurzem hat er sich einen gebrauchten Rolls Royce gekauft, sandmetallic mit dunkelgrünen Lederpolstern. Seine beiden hübschen Assistentinnen fahren ihn herum, denn er ist seit 12 Jahren nicht mehr gefahren. Er sitzt hinter einer dunklen Sonnenbrille auf dem Rücksitz und genießt seine Berühmtheit.“
William Ronalds Werke sind in wichtigen kanadischen Sammlungen vertreten, darunter die National Gallery of Canada und die Robert McLaughlin Gallery, die die größte Sammlung von Werken der Painters Eleven beherbergt.